# František Josef Popel z Lobkowicz
Hrabě František Josef Popel z Lobkovic, též z Lobkowicz (německy Franz Joseph Graf von Lobkowitz, 4. února 1617 – 1642) byl český šlechtic z rodu Lobkoviců, poslední příslušník duchcovské větve Popelů z Lobkovic.

## Život

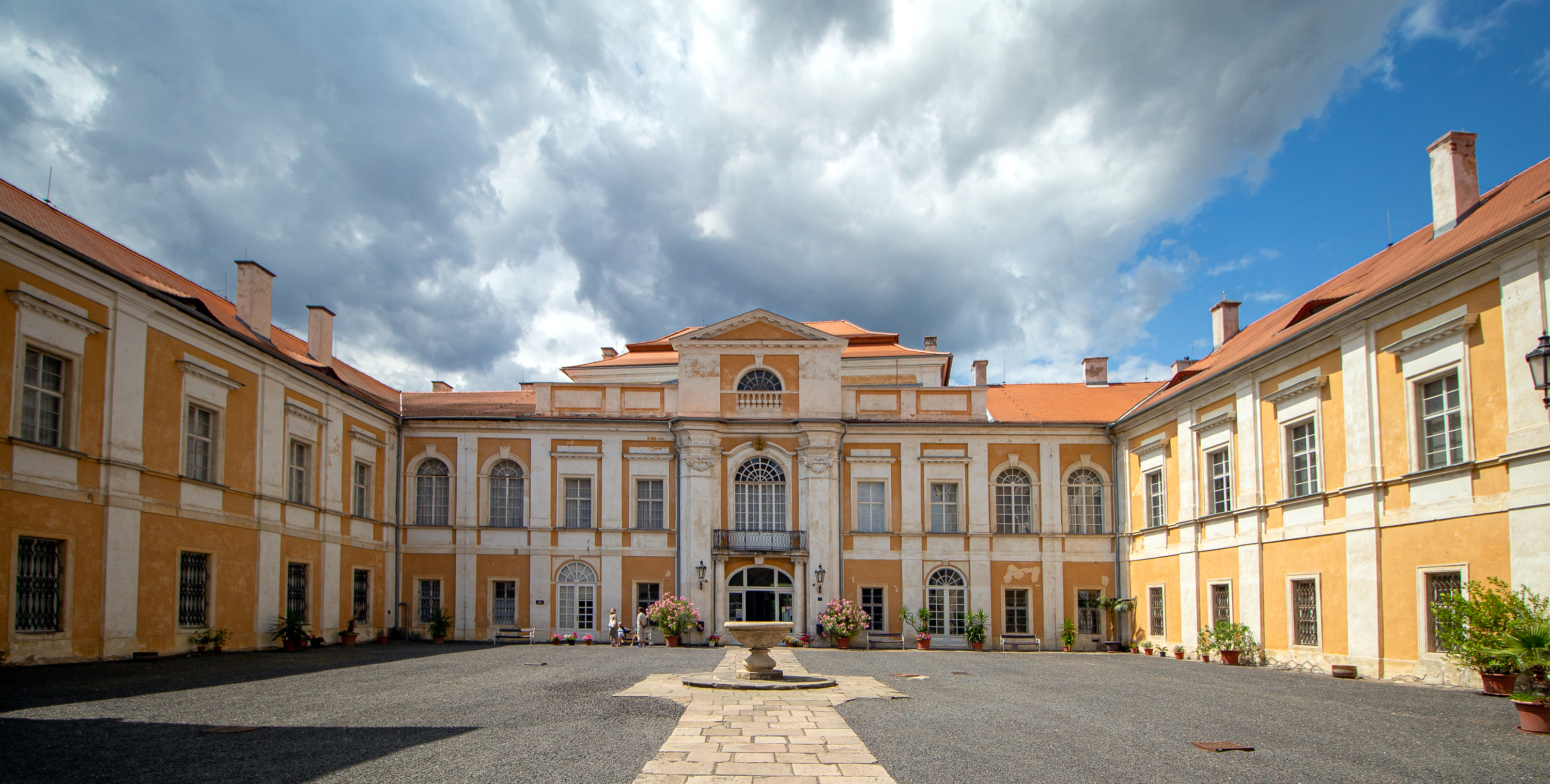
Hlavní část duchcovského zámku s čestným dvorem

Narodil se jako syn svobodného pána Václava Viléma Popela z Lobkovic a jeho druhé manželky hraběnky Markéty Františky z Ditrichštejna (1597 – 3/4. února 1617), dcerou Zikmunda II. z Ditrichštejna (1560–1602) a jeho manželky Johany Scaligerové (1574–1644).
Jelikož Františkova matka zemřela při porodu svého jediného syna, ujal se jeho výchovy jeho strýc (bratr Markéty Františky) kardinál František z Ditrichštejna.
Ještě za života svého otce Václava Viléma se František Josef stal majitelem hradu Střekova v Ústí nad Labem a v roce 1615 hrad uváděný jako částečně pustý prodal své příbuzné Polyxeně z Lobkovic, rozné z Pernštejna (1566-1642).
Diplomem z 26. listopadu 1635 byl povýšen do říšského hraběcího stavu, a to poté, co jeho příbuzný Zdeněk Vojtěch z chlumecké větve již od roku 1624 měl knížecí hodnost.
V roce 1644 nechal v kostele sv. Václava v Mikulově vytvořit v severní části presbytáře náhrobek svých rodičů Václava Viléma z Lobkowic a Markéty z Ditrichštejna se sochou v životní velikosti.

### Manželství a potomstvo
Hrabě František Josef byl ženatý s Polyxenou Marií z Talmberka († 25. 5. 1651). Z jejich manželství se nenarodily žádné děti, proto František Josef svou manželku jmenoval dědičkou majetku včetně Duchcova. Smrtí Františka Josefa vymřela duchcovská větev rodu Popelů z Lobkovic. Ovdovělá Polyxena Marie se znovu provdala za významného šlechtice, císařského vojáka a komorníka hraběte Maxmiliána z Valdštejna, čímž duchcovské panství přešlo na rod Valdštejnů.